# Toufflers
Toufflers [tuflɛʁs] est une commune française, située dans le département du Nord (59) en région Hauts-de-France. Elle fait partie de la Métropole européenne de Lille.

## Géographie

### Localisation

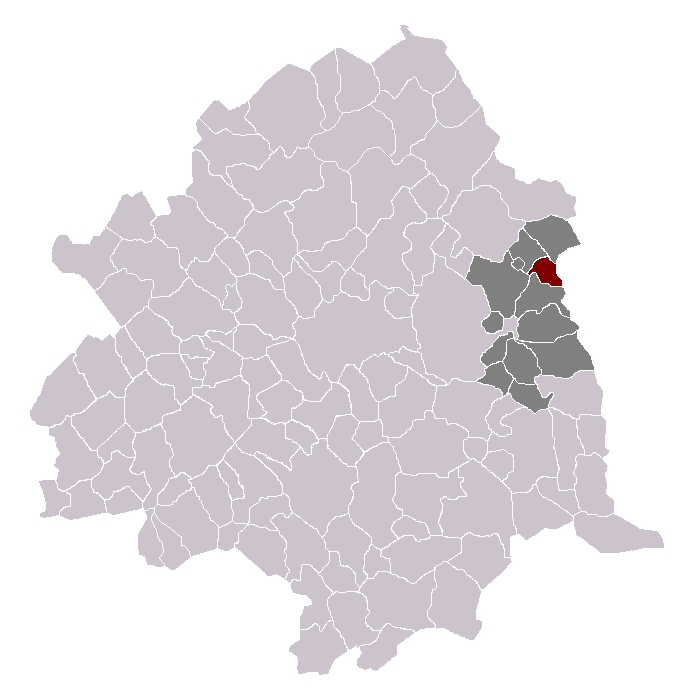
Toufflers dans son canton et son arrondissement.

| Lys-lez-Lannoy | Leers             |                       |
| Hem            | Toufflers         | Templeuve ( Belgique) |
|                | Sailly-lez-Lannoy |                       |

### Hydrographie

#### Réseau hydrographique
La commune est située dans le bassin Artois-Picardie. Elle est drainée par le Rieu du pas wasmes, le riez et un autre petit cours d'eau,.

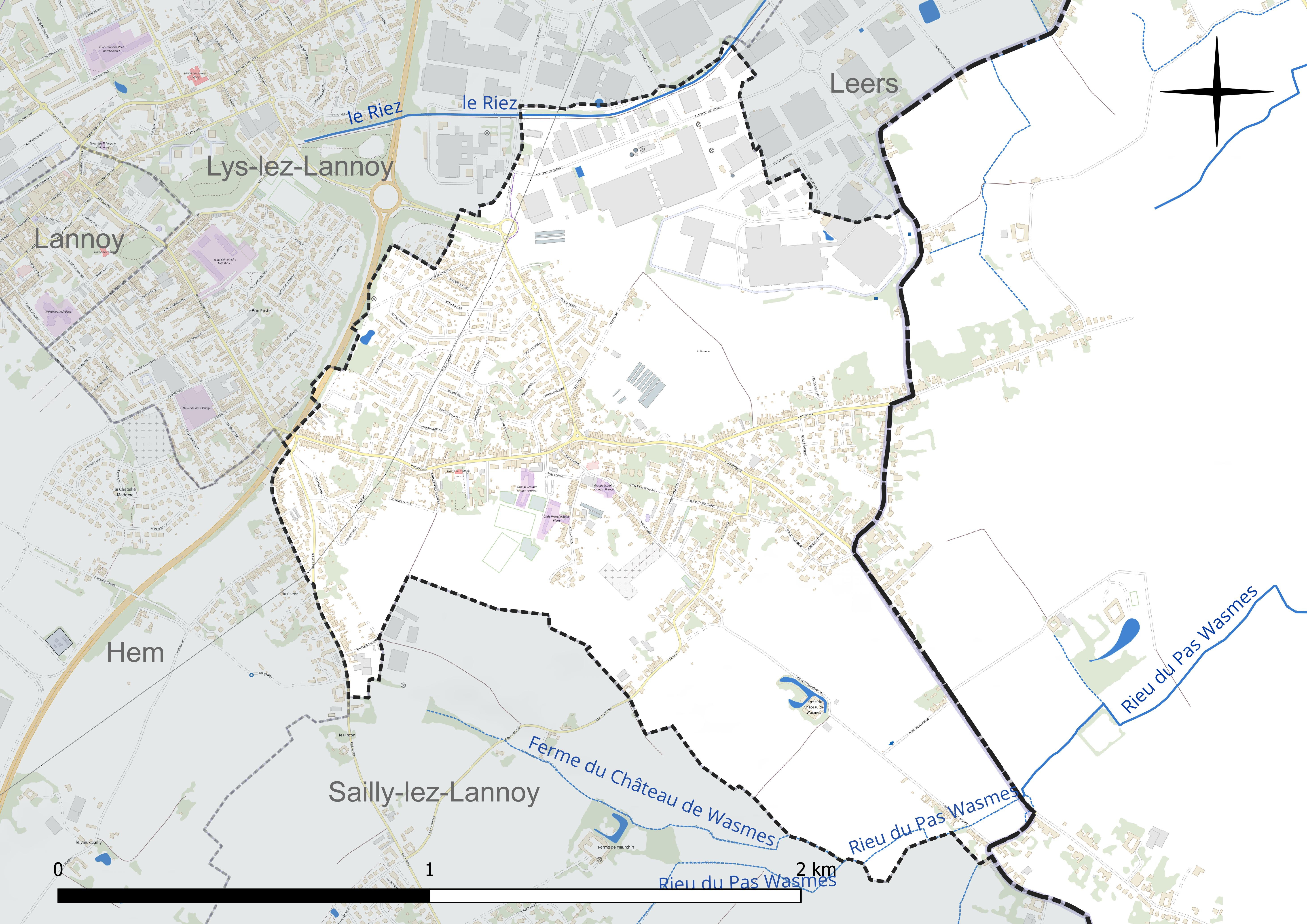
Réseau hydrographique de Toufflers.

#### Gestion et qualité des eaux
Le territoire communal est couvert par le schéma d'aménagement et de gestion des eaux (SAGE) « Marque Deûle ». Ce document de planification concerne un territoire de 1 120 km2 de superficie, délimité par les bassins versants de la Marque et de la Deûle, formant une vaste cuvette sédimentaire de 40 km de long et de 25 km de large, où la pente est très faible. Le périmètre a été arrêté le 2 décembre 2005 et le SAGE proprement dit a été approuvé le 9 mars 2020. La structure porteuse de l'élaboration et de la mise en œuvre est la Métropole européenne de Lille. 
La qualité des cours d'eau peut être consultée sur un site dédié géré par les agences de l'eau et l'Agence française pour la biodiversité.

## Urbanisme

### Typologie
Au 1er janvier 2024, Toufflers est catégorisée grand centre urbain, selon la nouvelle grille communale de densité à sept niveaux définie par l'Insee en 2022.
Elle appartient à l'unité urbaine de Lille (partie française), une agglomération internationale regroupant 60  communes, dont elle est une commune de la banlieue,,. Par ailleurs la commune fait partie de l'aire d'attraction de Lille (partie française), dont elle est une commune du pôle principal,. Cette aire, qui regroupe 201 communes, est catégorisée dans les aires de 700 000 habitants ou plus (hors Paris),.

### Occupation des sols
L'occupation des sols de la commune, telle qu'elle ressort de la base de données européenne d'occupation biophysique des sols Corine Land Cover (CLC), est marquée par l'importance des territoires artificialisés (57,2 % en 2018), en augmentation par rapport à 1990 (44,9 %). La répartition détaillée en 2018 est la suivante : 
terres arables (42,8 %), zones urbanisées (42,2 %), zones industrielles ou commerciales et réseaux de communication (15 %). L'évolution de l'occupation des sols de la commune et de ses infrastructures peut être observée sur les différentes représentations cartographiques du territoire : la carte de Cassini (XVIIIe siècle), la carte d'état-major (1820-1866) et les cartes ou photos aériennes de l'IGN pour la période actuelle (1950 à aujourd'hui).

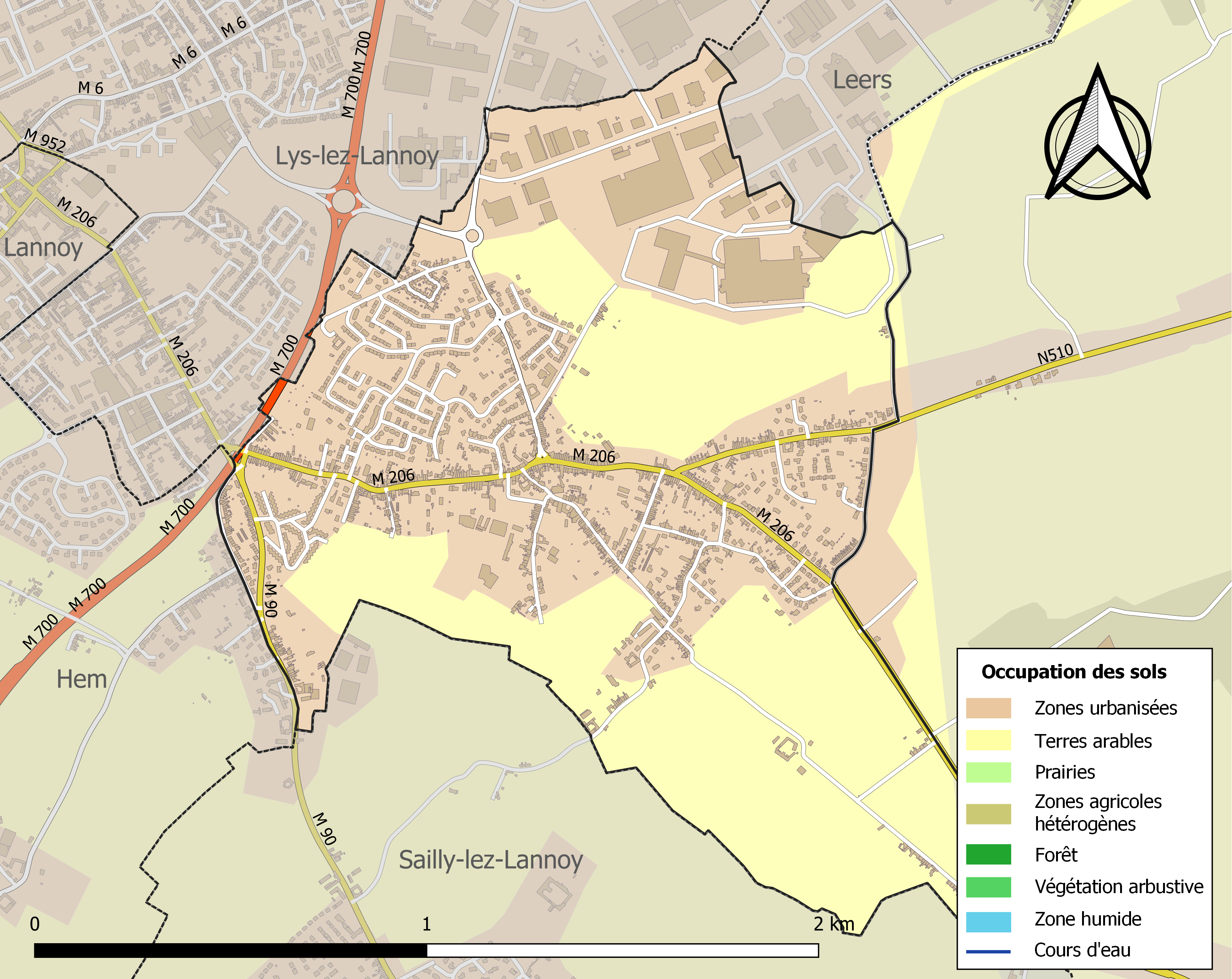
Carte des infrastructures et de l'occupation des sols de la commune en 2018 (CLC).

### Voies de communication et transports
La commune est desservie, en 2023, par la Liane 3, les lignes 33, 60E, 66, 78, 910, 945, 967, 968 et par la ligne de transport à la demande 23R du réseau Ilévia. Elle est également desservie par les lignes 1 et 2 du réseau belge TEC Hainaut.

## Toponymie
Toflaar en flamand.
Le nom de la localité est attesté sous les formes Tuflers en 1146 - 1149, Toflers en 1149 - 1166, puis Touflers en 1224, et enfin Toufflers vers l'an 1300.
Il s'agit d'un toponyme de type germanique caractéristique de la partie nord de la France dont le second élément -flers s'explique vraisemblablement par le germanique hlar « clairière » et « friche, terre non cultivée » et qui a donné la finale -(f)ler(s), -(f)lier(s) et les Flers, suivant les cas. Le mot hlar se perpétue au Moyen Âge sous la forme de l'ancien français lar(r)is « terre qui n'est pas cultivée », « terrain inégal, côte, colline ».

## Histoire
Avant la Révolution française, Toufflers est le siège d'une seigneurie. À côté de la seigneurie de Toufflers, existaient des fiefs , tels que Wasnes donnant à leur détenteur de titre de seigneur.
À la fin du XVIIe siècle, Charles-François de Lannoy (1664-1726), comte de Lannoy (Maison de Lannoy), est baron de Wasnes sur Toufflers, de Pierres, seigneur de Le Becq et de Maufait. Fils de François et de Mechtilde de Bergh de Trips, il nait à Toufflers le 23 mai 1664, épouse Marie du Fief, puis Marie-Catherine-Alexis du Bois de Fiennes et enfin le 8 novembre 1689, Élisabeth Petitpas (1661-1737), fille de Jacques, chevalier, seigneur de Walle, de la Pontennerie (sur Roubaix), Les Plancques, bourgeois de Lille, plusieurs fois mayeur (maire) de Lille, et d'Isabelle-Thérèse de Vos de Steenwick. Elle nait à Lille en mai 1661 (baptisée le 23 mai 1661) et meurt le 25 mars 1737 à 75 ans. Son époux devenu bourgeois de Lille le 12 avril 1697, meurt le 31 juillet 1726, à 61 ans. Il est enterré à Toufflers.

### Héraldique
| Blason de Toufflers | Blason  | D'argent aux trois lionceaux de sinople, armés et lampassés de gueules, couronnés d'or et chargés chacun d'un écusson d'argent à la croix d'azur. |
| Blason de Toufflers | Détails | |

### Liste des maires

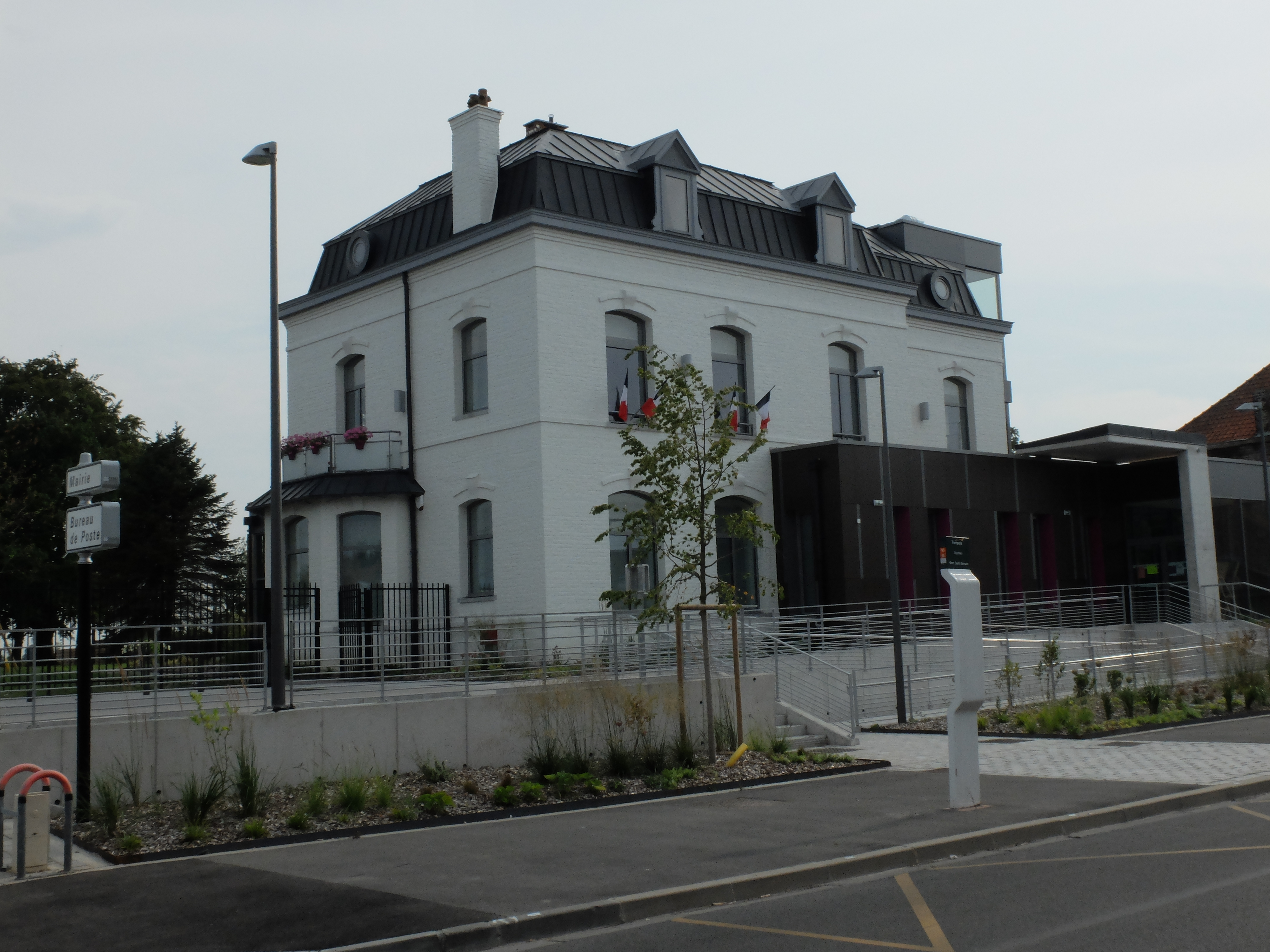
La mairie.

## Politique et administration

### Instances judiciaires et administratives
La commune relève du tribunal d'instance de Lille, du tribunal de grande instance de Lille, de la cour d'appel de Douai, du tribunal pour enfants de Lille, du tribunal de commerce de Tourcoing, du tribunal administratif de Lille et de la cour administrative d'appel de Douai.

## Population et société

### Démographie

#### Évolution démographique
L'évolution du nombre d'habitants est connue à travers les recensements de la population effectués dans la commune depuis 1793. Pour les communes de moins de 10 000 habitants, une enquête de recensement portant sur toute la population est réalisée tous les cinq ans, les populations de référence des années intermédiaires étant quant à elles estimées par interpolation ou extrapolation. Pour la commune, le premier recensement exhaustif entrant dans le cadre du nouveau dispositif a été réalisé en 2005.

En 2022, la commune comptait 3 964 habitants, en évolution de +1,05 % par rapport à 2016 (Nord : +0,51 %, France hors Mayotte : +2,11 %).
| 1793 | 1800 | 1806 | 1821 | 1831 | 1836 | 1841 | 1846 | 1851 |
| ---- | ---- | ---- | ---- | ---- | ---- | ---- | ---- | ---- |
| 450  | 390  | 399  | 525  | 577  | 619  | 712  | 772  | 817  |

| 1856 | 1861  | 1866  | 1872  | 1876  | 1881  | 1886  | 1891  | 1896  |
| ---- | ----- | ----- | ----- | ----- | ----- | ----- | ----- | ----- |
| 977  | 1 100 | 1 062 | 1 272 | 1 420 | 1 512 | 1 659 | 1 739 | 1 731 |

| 1901  | 1906  | 1911  | 1921  | 1926  | 1931  | 1936  | 1946  | 1954  |
| ----- | ----- | ----- | ----- | ----- | ----- | ----- | ----- | ----- |
| 1 825 | 1 981 | 1 905 | 1 914 | 2 033 | 2 415 | 2 632 | 2 521 | 2 597 |

| 1962  | 1968  | 1975  | 1982  | 1990  | 1999  | 2005  | 2006  | 2010  |
| ----- | ----- | ----- | ----- | ----- | ----- | ----- | ----- | ----- |
| 2 577 | 2 519 | 2 501 | 3 489 | 3 590 | 3 864 | 3 679 | 3 696 | 3 989 |

| 2015  | 2020  | 2022  | - | - | - | - | - | - |
| ----- | ----- | ----- | - | - | - | - | - | - |
| 3 902 | 3 914 | 3 964 | - | - | - | - | - | - |

#### Pyramide des âges
La population de la commune est relativement jeune.
En 2018, le taux de personnes d'un âge inférieur à 30 ans s'élève à 34,2 %, soit en dessous de la moyenne départementale (39,5 %). À l'inverse, le taux de personnes d'âge supérieur à 60 ans est de 25,9 % la même année, alors qu'il est de 22,5 % au niveau départemental.
En 2018, la commune comptait 1 855 hommes pour 2 054 femmes, soit un taux de 52,55 % de femmes, légèrement supérieur au taux départemental (51,77 %).
Les pyramides des âges de la commune et du département s'établissent comme suit.
| Hommes | Classe d’âge | Femmes |
| ------ | ------------ | ------ |
| 0,4    | 90 ou +      | 1,4    |
| 5,7    | 75-89 ans    | 8,2    |
| 17,9   | 60-74 ans    | 18,0   |
| 21,1   | 45-59 ans    | 21,2   |
| 18,5   | 30-44 ans    | 19,0   |
| 16,6   | 15-29 ans    | 14,0   |
| 19,9   | 0-14 ans     | 18,2   |

| Hommes | Classe d’âge | Femmes |
| ------ | ------------ | ------ |
| 0,5    | 90 ou +      | 1,4    |
| 5,3    | 75-89 ans    | 8,1    |
| 14,8   | 60-74 ans    | 16,2   |
| 19,1   | 45-59 ans    | 18,4   |
| 19,5   | 30-44 ans    | 18,7   |
| 20,7   | 15-29 ans    | 19,1   |
| 20,2   | 0-14 ans     | 18     |

## Lieux et monuments

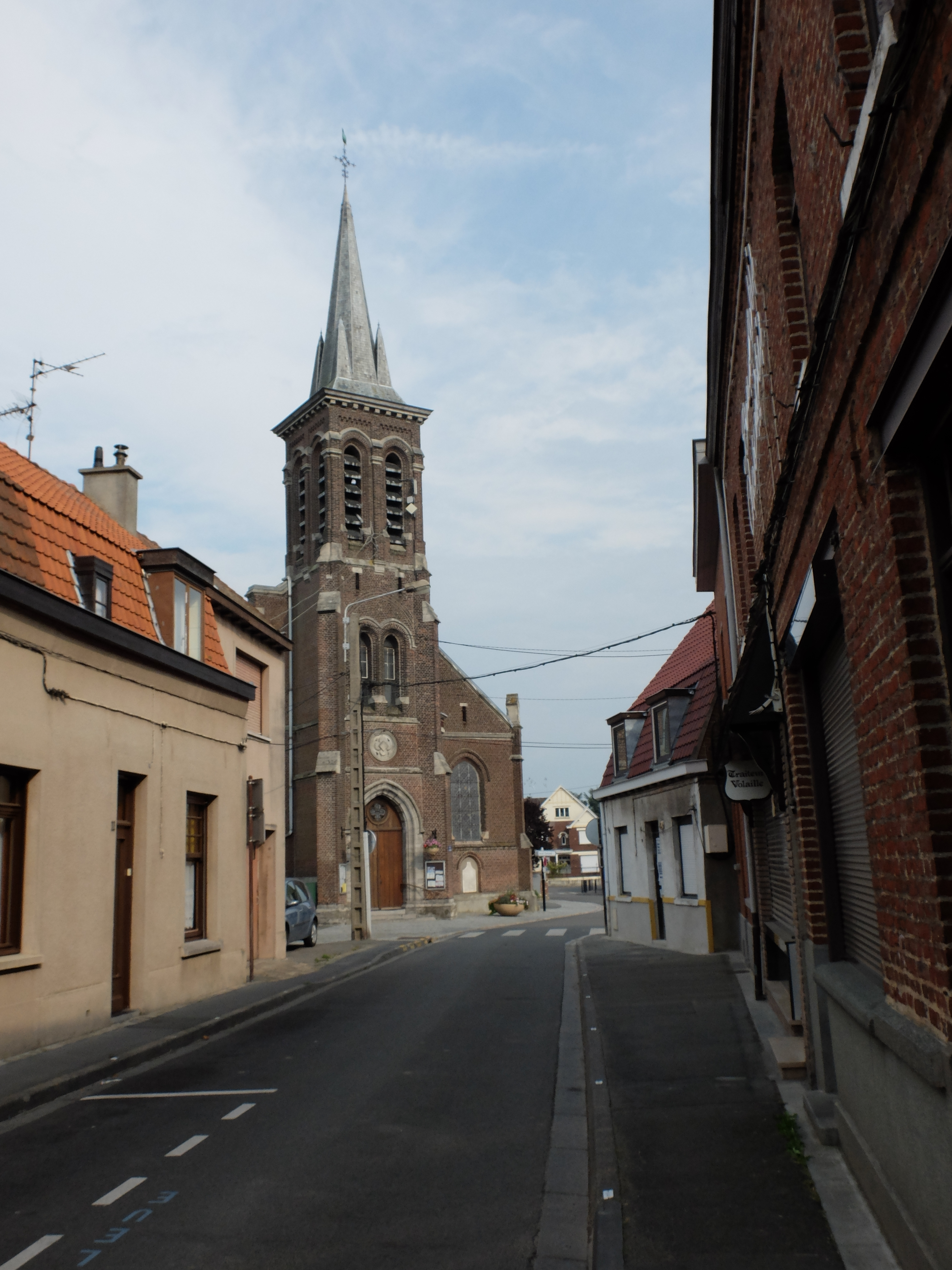
L'église.

- Château de Wasmes, XIIe siècle (motte du château et motte de la basse cour), inscrit à l'inventaire des monuments historiques en 1980[25].
- Auberge du grand cabaret (place de la République).
- Monument de la reine Astrid (rue des Déportés).
- Église Saint-Denis, 1863 (architecte Maillard de Tourcoing), avec une cloche du XIVe siècle.
- Chapelle Saint-Éloi, 1850 (rue des Déportés).

## Galerie

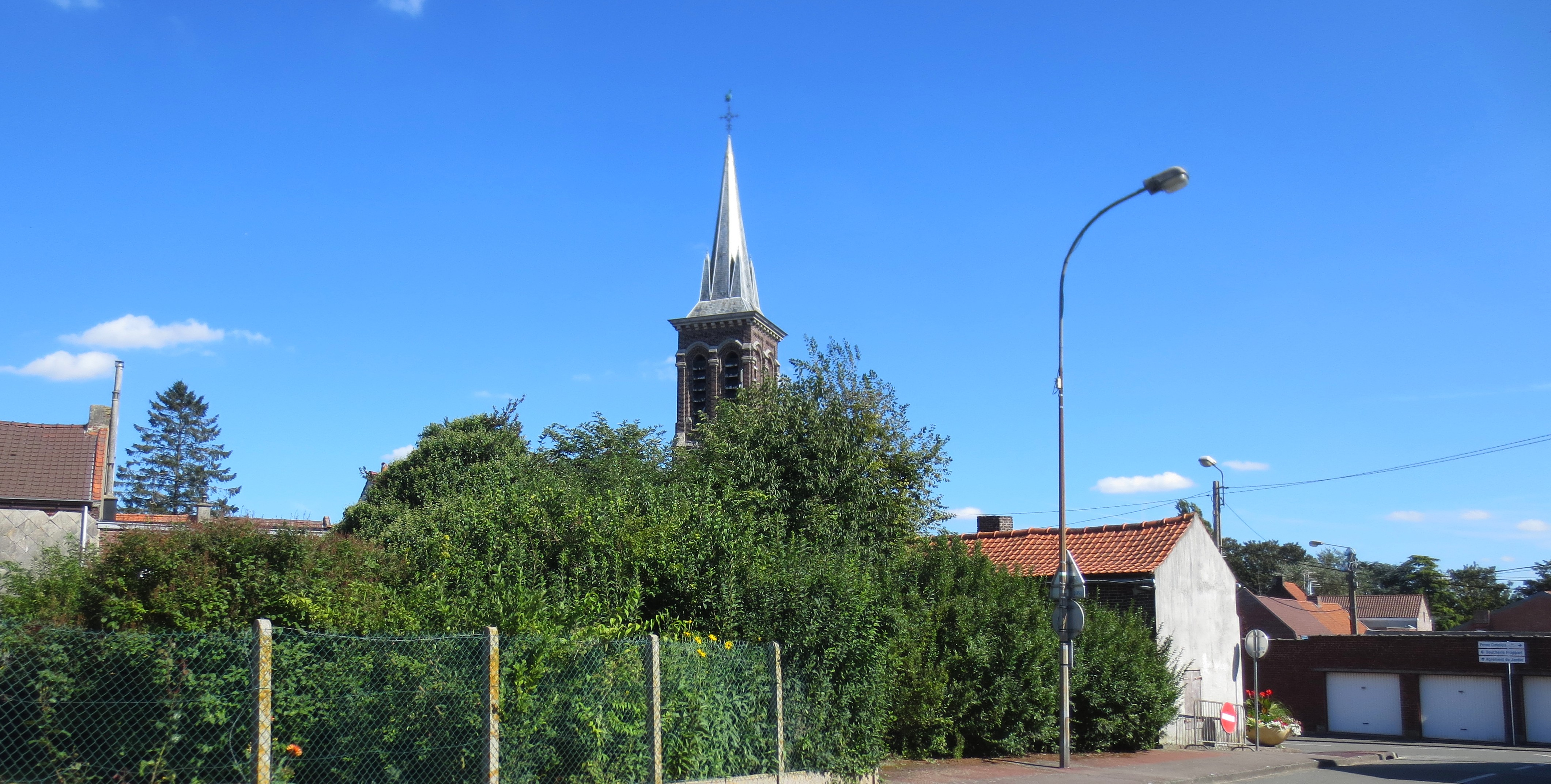
Le village.
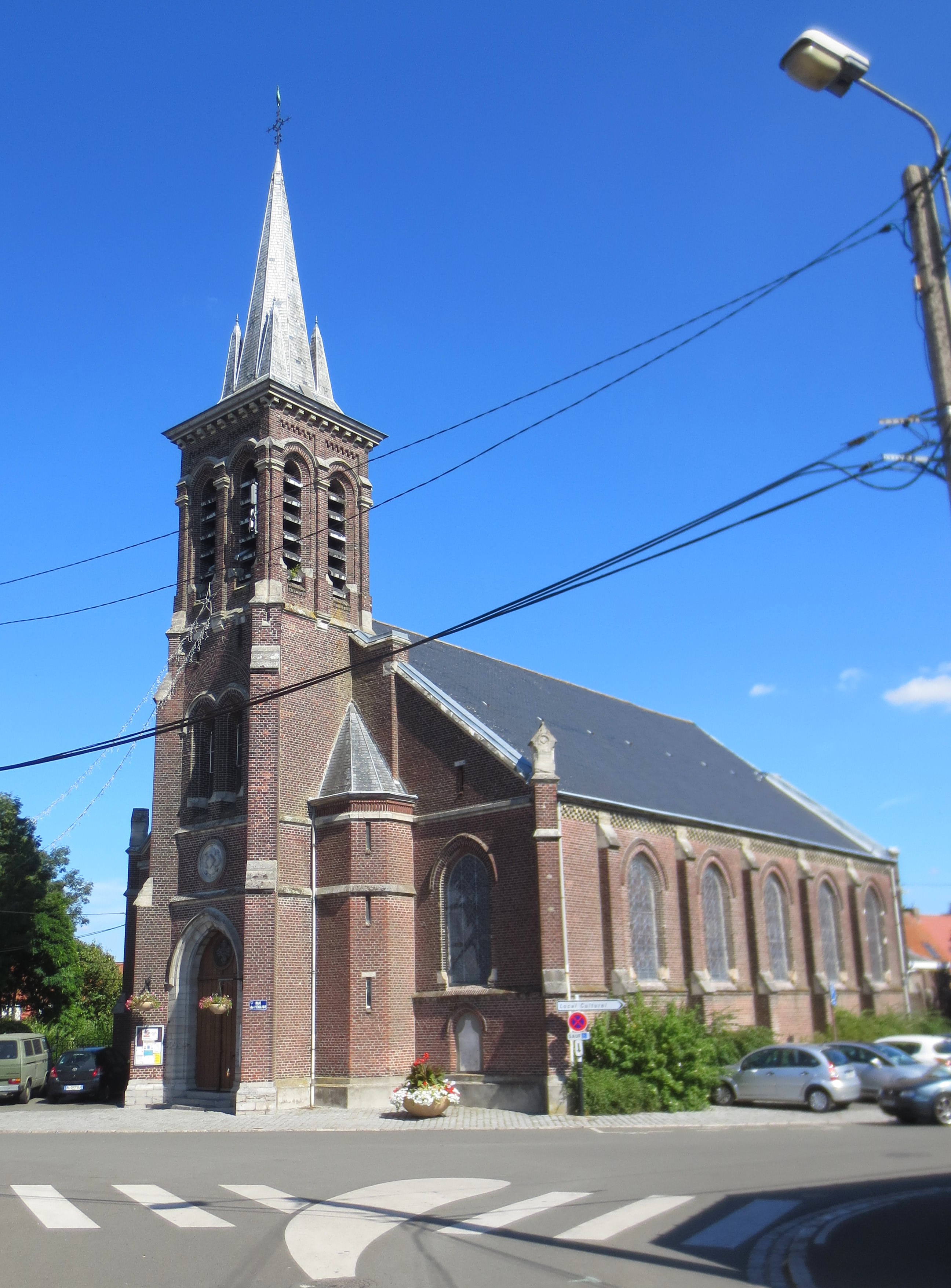
L'église.
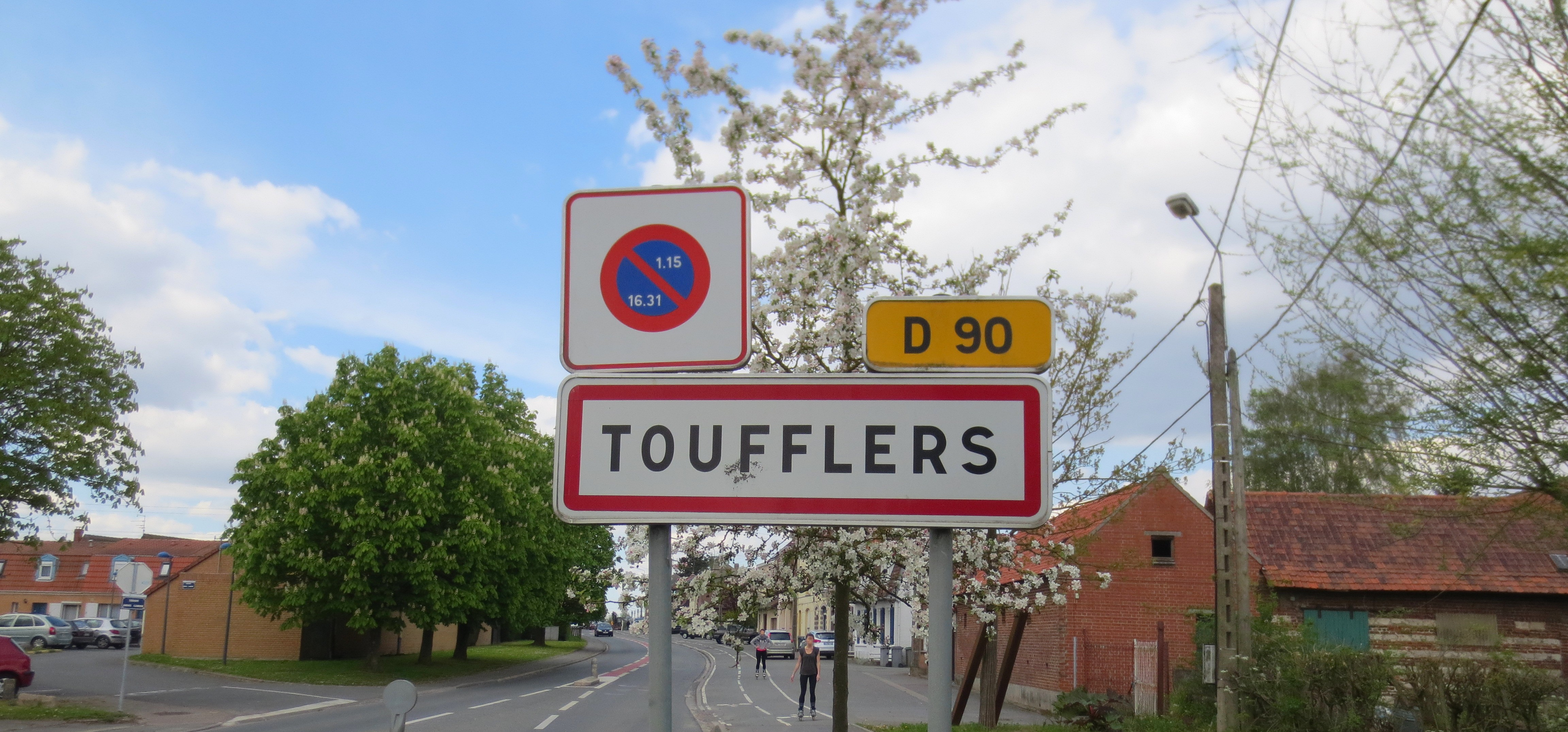
L'entrée.

## Pour approfondir